# ليبر أوفيس بيز
ليبر أوفيس بيز LibreOffice Base هو نظام حر ومفتوح المصدر لإدارة قواعد البيانات العلائقية وهو جزء من مجموعة LibreOffice المكتبية . تم بناء قاعدة LibreOffice من الانشقاق البرمجي (الشوكة) لتطبيق OpenOffice.org وتم إصدارها لأول مرة في الإصدار 3.4.0.1 في 4 أكتوبر 2011. 
على غرار الحزم الأخرى في مجموعة ليبر أوفيس LibreOffice ، يتم دعم Base عبر أنظمة أساسية متعددة بما في ذلك Microsoft Windows وmacOS وLinux . يُعرف برنامج بيز Base بتوافقه بين الأنظمة الأساسية الخاصة بـ Microsoft Access ، والذي تم تطويره حصريًا لنظام Windows . 

## الميزات
تم تصميم تطبيق ليبر أوفيس بيز LibreOffice Base للسماح للمستخدمين بإنشاء قواعد البيانات وبياناتهم والوصول إليها وتعديلها وعرضها بسهولة. يتم ذلك عن طريق تزويد المستخدمين بواجهة مستخدم رسومية تسمح للمستخدمين بالعمل بأربع أدوات رئيسية: الجداول والاستعلامات والنماذج والتقارير.   تتضمن القاعدة معالجات البرامج لمساعدة المستخدمين في مختلف جوانب البرنامج.  

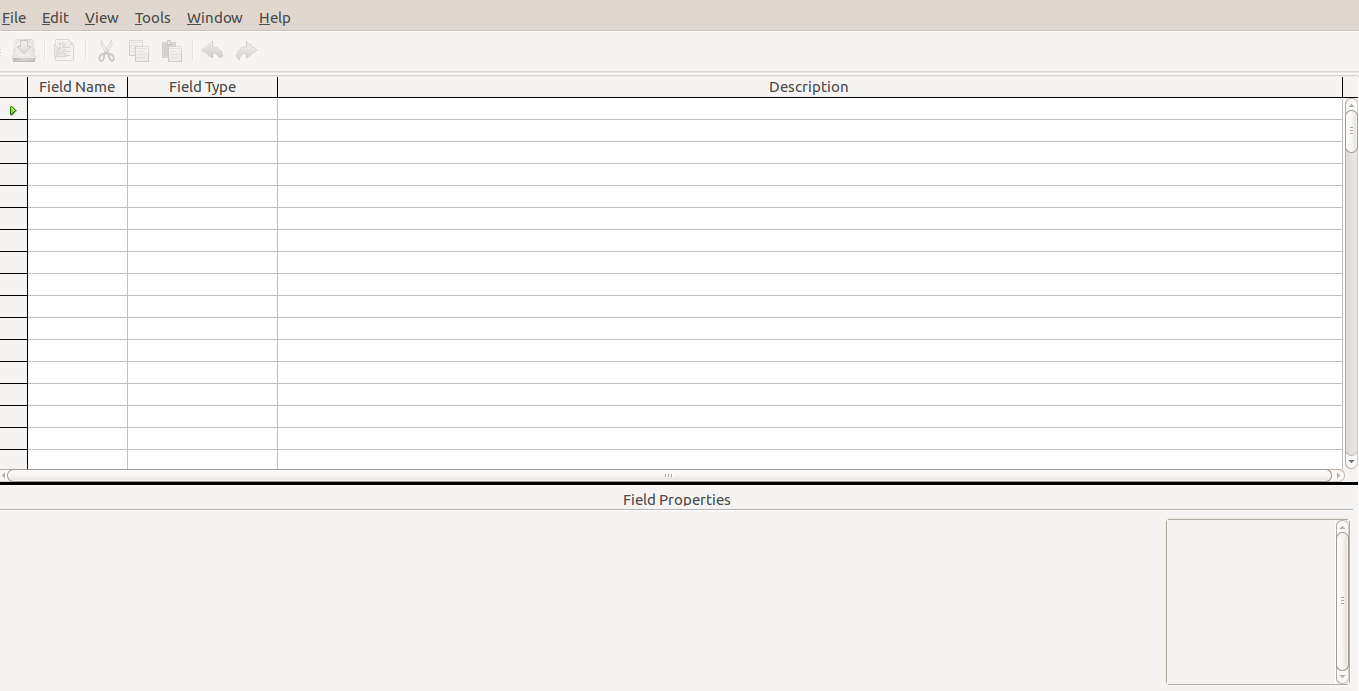
إنشاء جدول في قاعدة Libreoffice

يمكن لـ تطبيق بيز Base العمل مع ملفات قاعدة البيانات المضمنة والخارجية. يتم تخزين قواعد البيانات المضمنة كملف واحد باستخدام Firebird المستندة إلى C ++ و HSQLDB المستندة إلى جافا كمحرك تخزين. عند الاتصال بقواعد البيانات الخارجية ، تعمل Base كواجهة أمامية واجهة مستخدم رسومية لتسهيل التفاعل مع أنظمة قواعد البيانات المختلفة ، بما في ذلك قواعد بيانات Microsoft Access ( JET ) ومصادر بيانات ODBC / JDBC وMySQL وMariaDB وPostgreSQL . 
تم وصف Base على أنه مشروع غير عادي في مجال برمجيات نظام إدارة قواعد البيانات ، والذي يميل نحو البرامج الاحتكارية المصممة لمستخدمي المؤسسات.  تم وصف تكاليف برامج إدارة قواعد البيانات الخاصة بأنها سبب لاستخدام تطبيق بيز Base في الشركات الصغيرة. 

## الهجرة من HSQLDB إلى Firebird
العمل مستمر لنقل محرك التخزين المضمن من HSQLDB إلى فايربيرد SQL الخلفية. تم إدراج Firebird في LibreOffice كخيار تجريبي منذ LibreOffice 4.2.  
في أغسطس 2018 ، أعلنت The Document Foundation عن إصدار الإصدار 6.1 من LibreOffice. إذا تم استخدام الوضع التجريبي ، فإن دعم محرك Firebird المضمن متاح بالكامل ، ويتم إيقاف محرك HSQLDB القديم - على الرغم من أنه لا يزال متوفرًا - ويتم استبداله بـ Firebird كخيار افتراضي.  
في فبراير 2019 ، أصدرت The Document Foundation الإصدار 6.2 من LibreOffice. تم نقل دعم محرك Firebird المضمن من الوضع التجريبي إلى التشغيل ويمكن لمساعد Firebird Migration Assistant إنشاء نسخة احتياطية من المحتوى كمستند XML لعملية الترحيل. 

## روابط خارجية
- قاعدة LibreOffice في LibreOffice.org
- كتيب قاعدة LibreOffice في The Document Foundation Wiki